# Secteur pastoral de Brunoy-Val d'Yerres
Le secteur pastoral de Brunoy-Val d'Yerres est une circonscription administrative de l'église catholique de France, subdivision du diocèse d'Évry-Corbeil-Essonnes.

## Histoire
Le synode diocésain de 1987 a modifié le statut du doyenné en secteur pastoral.

## Organisation
Le secteur pastoral de Brunoy-Val d'Yerres est rattaché au diocèse d'Évry-Corbeil-Essonnes, à l'archidiocèse de Paris et à la province ecclésiastique de Paris. Il est situé dans le vicariat Nord-Est et la zone urbaine du diocèse.

### Paroisses suffragantes
Le siège du doyenné est fixé à Brunoy. Le secteur pastoral de Brunoy-Val d'Yerres regroupe les paroisses des communes de:
- Boussy-Saint-Antoine,
- Brunoy,
- Épinay-sous-Sénart,
- Quincy-sous-Sénart,
- Varennes-Jarcy.

### Prêtres responsables
| Période                                  | Période  | Identité          | Fonction précédente | Observation |
| ---------------------------------------- | -------- | ----------------- | ------------------- | ----------- |
| ?                                        | en cours | Jean-Luc Guilbert |                     | -           |
| Les données manquantes sont à compléter. |          |                   |                     |             |

## Patrimoine religieux remarquable
- Église Saint-Médard à Brunoy.

## Pour approfondir

## Sources
1. ↑  Carte du découpage en secteurs sur le site du diocèse. Consulté le 10/08/2010.